# RTFDC1
RTFDC1 (англ. Replication termination factor 2 domain containing 1) – білок, який кодується однойменним геном, розташованим у людей на короткому плечі 20-ї хромосоми. Довжина поліпептидного ланцюга білка становить 306 амінокислот, а молекулярна маса — 33 887.
| 10         |  | 20         |  | 30         |  | 40         |  | 50         |
| ---------- |  | ---------- |  | ---------- |  | ---------- |  | ---------- |
| MGCDGGTIPK |  | RHELVKGPKK |  | VEKVDKDAEL |  | VAQWNYCTLS |  | QEILRRPIVA |
| CELGRLYNKD |  | AVIEFLLDKS |  | AEKALGKAAS |  | HIKSIKNVTE |  | LKLSDNPAWE |
| GDKGNTKGDK |  | HDDLQRARFI |  | CPVVGLEMNG |  | RHRFCFLRCC |  | GCVFSERALK |
| EIKAEVCHTC |  | GAAFQEDDVI |  | MLNGTKEDVD |  | VLKTRMEERR |  | LRAKLEKKTK |
| KPKAAESVSK |  | PDVSEEAPGP |  | SKVKTGKPEE |  | ASLDSREKKT |  | NLAPKSTAMN |
| ESSSGKAGKP |  | PCGATKRSIA |  | DSEESEAYKS |  | LFTTHSSAKR |  | SKEESAHWVT |
| HTSYCF     |  |            |  |            |  |            |  |            |

A: Аланін

C: Цистеїн

D: Аспарагінова кислота

E: Глутамінова кислота

F: Фенілаланін

G: Гліцин

H: Гістидин

I: Ізолейцин

K: Лізин

L: Лейцин

M: Метіонін

N: Аспарагін

P: Пролін

Q: Глутамін

R: Аргінін

S: Серин

T: Треонін

V: Валін

W: Триптофан

Кодований геном білок за функцією належить до фосфопротеїнів. 